# Sushi Kids
De Sushi Kids waren een Nederlandse popgroep. Ze brachten in juli 2000 een titelloos studioalbum uit met Nederlandstalige versies van verschillende ABBA-liedjes, inclusief de single "Geef me een zoen (voor je weggaat)". Het album bevat ook 2 originele liedjes, "Vannacht" en "Als ik".

## Bandleden
- Jody - zang en dans
- Wouter - zang en dans
- Shirley - zang en dans
- Diederick - zang en dans

## Discografie
Studioalbums
- Sushi Kids (2000)

1. "Weet je moeder dat" - 3:01
2. "Wat ik voel" - 3:39
3. "Jij kan het vergeten" - 3:41
4. "Toffe gozer" - 3:51
5. "Als ik weer aan je denk" - 3:55
6. "Feest bij mij" - 3:34
7. "Geef me een zoen (voor je weggaat)" - 3:59
8. "In de winter" - 3:26
9. "Goeiemorgen" - 3:47
10. "Geef me toch nog een kans" - 3:12
11. "Vannacht" - 3:53
12. "Als ik" - 3:48
13. "Ik vind 't best" - 3:07
14. "Kijk 's, daar zit ie" - 3:18
15. "Ik ben bang" - 3:58
16. "Weet je moeder dat (Karaoke)" - 3:01
17. "Toffe gozer (Karaoke)" - 3:51
18. "Feest bij mij (Karaoke)" - 3:34
19. "Geef me een zoen (voor je weggaat)" (Karaoke) - 3:59

Singles & ep's
- "Geef me een zoen (voor je weggaat)" (2000)

## Trivia
- Bandlid Wouter speelde van 13 september 2002 t/m 21 oktober 2004 de rol van Milan Alberts in de soapserie Goede tijden, slechte tijden.